# خنجر كاموي
خنجر كاموي (カ ム イ の 剣 ، Kamui no Ken) هي سلسلة روايات يابانية من تأليف تتسو يانو وأصدرها كادوكاوا شوتين من عام 1984 إلى عام 1985.
تم تكييف المسلسل في عام 1985 في فيلم أنمي من إخراج رينتارو وتحريك مادهاوس. تم تكييف السيناريو بواسطة ماساكي موري، وتم إنشاء تصميمات الشخصيات بواسطة موريبي مورانو، الذي رسم أيضًا سلسلة الرواية. قام تاكوو نودا بإخراج الرسوم المتحركة، وقام بتأليف الموسيقى ريودو أوزاكي وإيتيتسو هاياشي.